# فكرت (اسم)
فكرت هو اسم علم مذكر من أصل عربي، ومعناه هو بتلفظ عثماني، وصواب لفظه «فكرة» وهي الذكاء، التذكرمن الفكر وهو إعمال الذكاء في أمر معين، والتأمل فيهما يخطر على القلب من المعاني.

## شخصيات تحمل الاسم
- فكرت أوطيام (19 ديسمبر 1926 – 9 أغسطس 2015)
- فكرت عبديتش (29 سبتمبر 1939 – )
- فكرت عميروف (ملحن أذربيجاني، 22 نوفمبر 1922[3][4][5] – 20 فبراير 1984[3][4][5])
- فكرت كوشكان (ممثل تركي، 22 أبريل 1965 – )
- فكرت يلماز (لاعب كرة قدم تركي، 1 أغسطس 1957 – )

## وصلات خارجية
- موسوعة السلطان قابوس لأسماء العرب نسخة محفوظة 5 أبريل 2019 على موقع واي باك مشين.